# Ezequiel Cérica
Ezequiel Adrián Cérica (Necochea, 20 ottobre 1986) è un calciatore argentino, attaccante dell'Huracán (LH).

## Caratteristiche tecniche
È un centravanti.

## Carriera
Ha disputato oltre 100 incontri in Primera B Nacional con le maglie di Villa Dálmine, Los Andes ed Arsenal Sarandí.
Il 30 luglio 2019 ha debuttato in Primera División prendendo parte all'incontro vinto 1-0 contro il Banfield.

## Palmarès

### Club

#### Competizioni nazionali
- Torneo Federal A: 1

Gimnasia y Tiro (S): 2023